# 池之端
池之端（いけのはた）は、東京都台東区の町名。現行行政地名は池之端一丁目から池之端四丁目。住居表示実施済区域。

## 地理
台東区の西部に位置し、旧下谷区にあたる下谷地域に属する。東部は台東区上野桜木・上野公園に接する。南部は上野および文京区湯島にそれぞれ接する。西部は文京区本郷・文京区弥生にそれぞれ接する。北西部は文京区根津に接する。地域北部は台東区谷中に接する。南部の一丁目は不忍池に面し、都立旧岩崎邸庭園等が残される。この他は主に商業地として利用される。町を縦断する不忍通りに沿って、南北に長い形状をしている。東上野に所在する上野警察署・上野消防署の管轄に当たる。

### 地価
住宅地の地価は、2025年（令和7年）1月1日の公示地価によれば、池之端1-4-28の地点で226万円/m2、池之端4-26-10の地点で97万3000円/m2となっている。

## 歴史

### 江戸時代
江戸時代には以下の町が存在した。
- 池之端仲町
- 下谷茅町一丁目
- 下谷茅町二丁目
- 池之端永昌院門前
- 池之端浄円寺門前
- 池之端覚性寺門前
- 池之端東関寺門前
- 池之端正慶寺門前
- 池之端七軒町
- 池之端七軒町横町

### 明治時代
明治時代には以下のように整理された。
- 池之端仲町
- 下谷茅町一丁目 - 明治5年越後高田藩榊原家中屋敷他を合併
- 下谷茅町二丁目
- 池之端七軒町 - 明治2年池之端七軒町横町、5寺地とその門前町を合併、明治5年下野喜連川藩足利家屋敷、越中富山藩前田家上屋敷、加賀大聖寺藩前田家上屋敷を合併
- 谷中清水町 - 明治5年三河豊橋藩大河内家下屋敷に成立
- 上野花園町 - 明治5年上野家来屋敷に成立、通称御花畠に因む

### 住居表示直前の町名
- 1967年（昭和42年）1月1日 - 住居表示を実施[6]。

現1丁目
| - 池之端仲町 | - 茅町一丁目 | - 上野恩賜公園（一部） | - 茅町二丁目（一部） |

現2丁目
| - 池之端七軒町 | - 上野恩賜公園（一部） | - 茅町二丁目（一部） |

現3丁目
| - 上野恩賜公園（一部） | - 上野花園町（一部） | - 谷中清水町（一部） |

## 世帯数と人口
2025年（令和7年）3月1日現在（台東区発表）の世帯数と人口は以下の通りである。
| 丁目         | 世帯数    | 人口    |
| ------------ | --------- | ------- |
| 池之端一丁目 | 659世帯   | 1,302人 |
| 池之端二丁目 | 1,558世帯 | 2,683人 |
| 池之端三丁目 | 302世帯   | 525人   |
| 池之端四丁目 | 883世帯   | 1,497人 |
| 計           | 3,402世帯 | 6,007人 |

### 人口の変遷
国勢調査による人口の推移。
| 年                 | 人口  |
| ------------------ | ----- |
| 1995年（平成7年）  | 3,768 |
| 2000年（平成12年） | 3,661 |
| 2005年（平成17年） | 4,511 |
| 2010年（平成22年） | 4,347 |
| 2015年（平成27年） | 5,404 |
| 2020年（令和2年）  | 6,144 |

### 世帯数の変遷
国勢調査による世帯数の推移。
| 年                 | 世帯数 |
| ------------------ | ------ |
| 1995年（平成7年）  | 1,699  |
| 2000年（平成12年） | 1,749  |
| 2005年（平成17年） | 2,394  |
| 2010年（平成22年） | 2,534  |
| 2015年（平成27年） | 3,039  |
| 2020年（令和2年）  | 3,388  |

## 学区
区立小・中学校に通う場合、学区は以下の通りとなる（2023年9月現在）。
| 丁目         | 番地   | 小学校             | 中学校             |
| ------------ | ------ | ------------------ | ------------------ |
| 池之端一丁目 | 1番    | 台東区立黒門小学校 | 台東区立上野中学校 |
| 池之端一丁目 | 2〜6番 | 台東区立忍岡小学校 | 台東区立上野中学校 |
| 池之端二丁目 | 全域   | 台東区立忍岡小学校 | 台東区立上野中学校 |
| 池之端三丁目 | 全域   | 台東区立忍岡小学校 | 台東区立上野中学校 |
| 池之端四丁目 | 全域   | 台東区立忍岡小学校 | 台東区立上野中学校 |

## 交通

### 道路
- 東京都道403号大手町湯島線（昌平橋通り）
- 東京都道437号秋葉原雑司ヶ谷線（不忍通り）

## 事業所
2021年（令和3年）現在の経済センサス調査による事業所数と従業員数は以下の通りである。
| 丁目         | 事業所数  | 従業員数 |
| ------------ | --------- | -------- |
| 池之端一丁目 | 94事業所  | 2,978人  |
| 池之端二丁目 | 139事業所 | 1,803人  |
| 池之端三丁目 | 13事業所  | 196人    |
| 池之端四丁目 | 63事業所  | 388人    |
| 計           | 309事業所 | 5,365人  |

### 事業者数の変遷
経済センサスによる事業所数の推移。
| 年                 | 事業者数 |
| ------------------ | -------- |
| 2016年（平成28年） | 258      |
| 2021年（令和3年）  | 309      |

### 従業員数の変遷
経済センサスによる従業員数の推移。
| 年                 | 従業員数 |
| ------------------ | -------- |
| 2016年（平成28年） | 4,433    |
| 2021年（令和3年）  | 5,365    |

### 主な事業所
- 日本盆栽協会
- 東京動物園協会
- 大本東京本部
- ジェントス本社
- クミアイ化学工業本社
- 東天紅

## 施設

### 公共施設
- 東京上野税務署 - 上野合同庁舎内
- 台東区立上野区民館

### 教育
- 台東区立忍岡小学校

### 博物館等
- 国立近現代建築資料館 - 敷地の東半が町域内に当たる。
- 旧岩崎邸庭園
- 横山大観記念館

### マンション等
- シティタワー上野池之端 - 生産経済新聞社電算印刷研究所（エス・ケイ）跡地に建つ集合住宅。
- パークタワー上野池之端 - ソフィテル東京跡地に建つ集合住宅。

### 宿泊施設
- 水月ホテル鴎外荘 - 森鷗外旧居跡

### 寺院・神社等
- 妙極院 - 真言宗霊雲寺派の仏教寺院。山号は宝林山。
- 休昌院 - 臨済宗妙心寺派の仏教寺院。山号は浄松山。
- 忠綱寺 - 真宗大谷派の仏教寺院。山号は向岡山渡邉院。
- 妙顕寺  - 日蓮宗の仏教寺院。
- 正慶寺 - 臨済宗妙心寺派の仏教寺院。北村季吟・沼田順義の墓所がある。
- 東淵寺 - 臨済宗妙心寺派の仏教寺院。山号は潜龍山。
- 大正寺 - 日蓮宗の仏教寺院。山号は盛林山。川路高子の墓所がある。
- 覺性寺 - 日蓮宗の仏教寺院。山号は本野山。
- 宗賢寺 - 日蓮宗の仏教寺院。山号は妙光山。
- 教證寺 - 真宗大谷派の仏教寺院。山号は高承山。
- 福成寺 - 真宗大谷派の仏教寺院
- 七倉稲荷神社
- 境稲荷神社

### かつて存在した施設
- 池之端文化センター - 結婚式場
- ソフィテル東京 - ホテル
- 司法研修所 - 1971年から1994年まで所在。

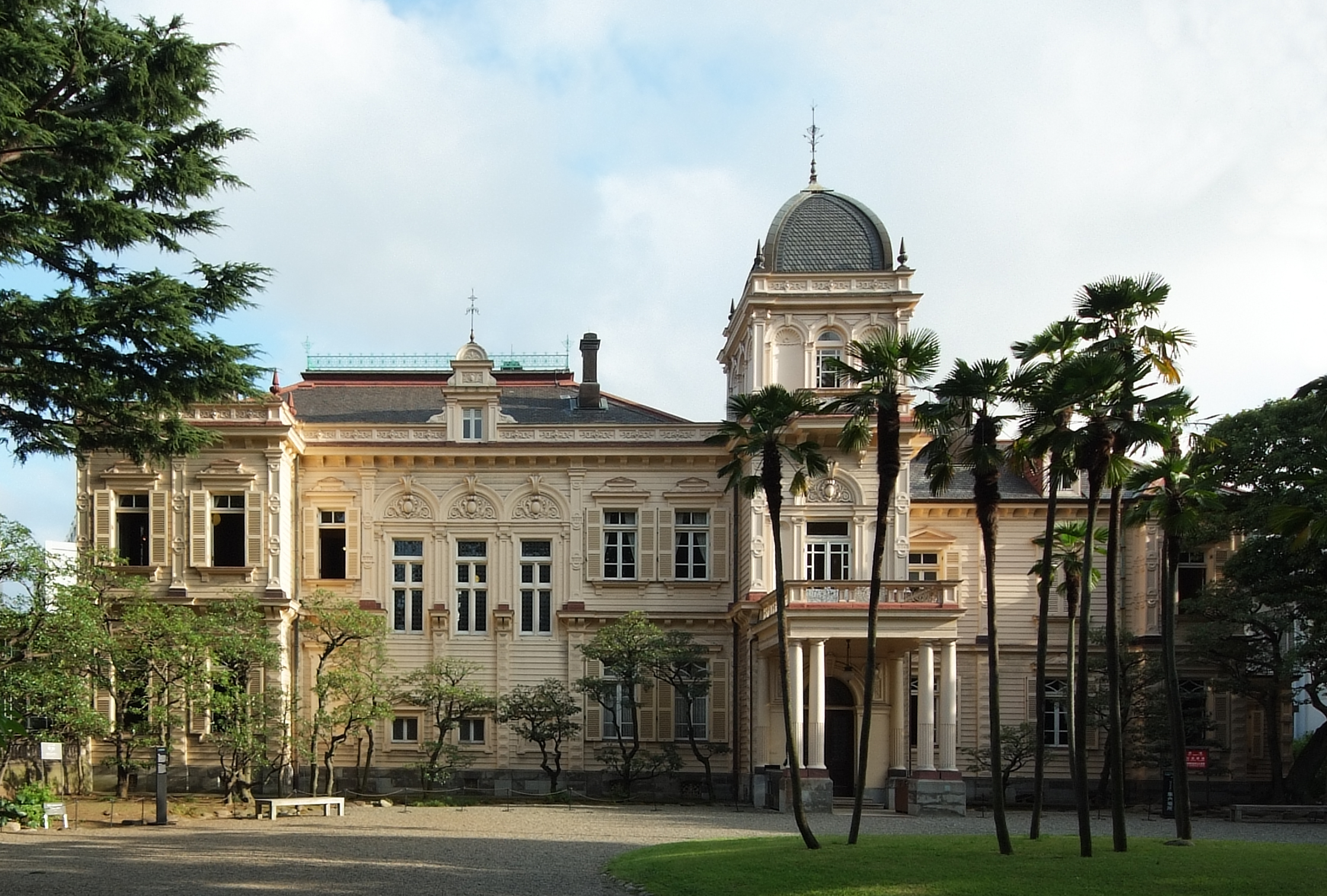
旧岩崎邸住宅　洋館
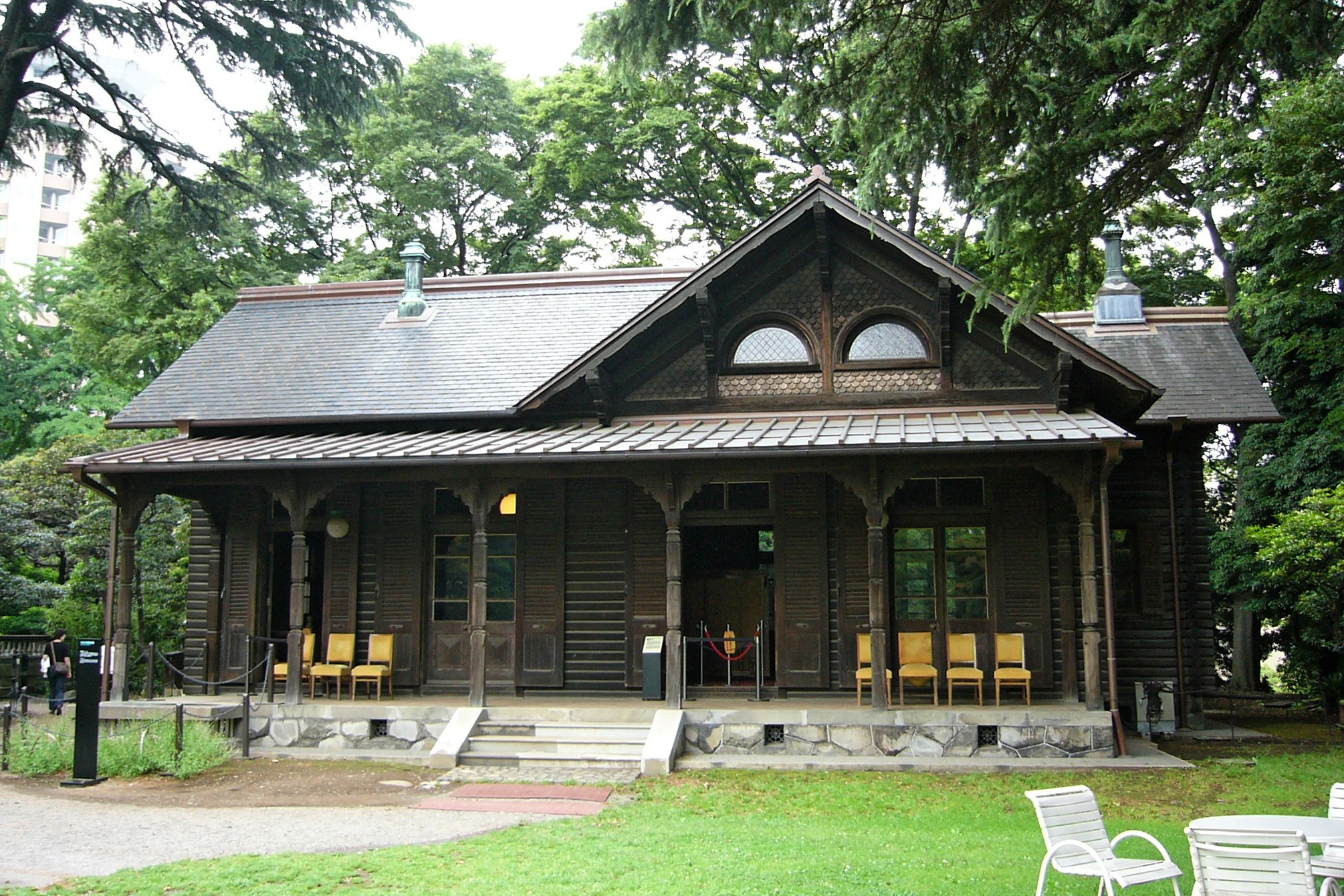
旧岩崎邸住宅　撞球室
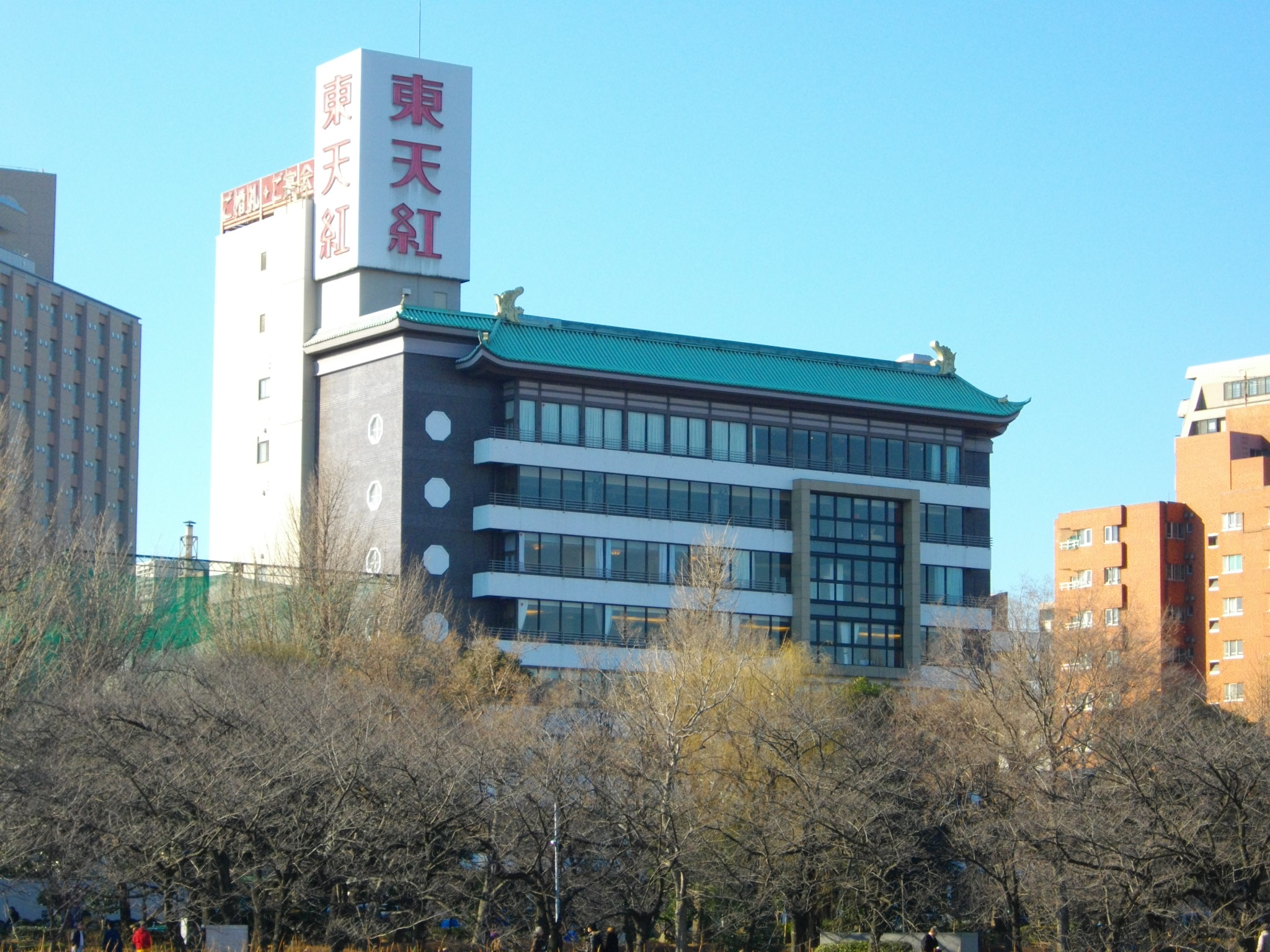
不忍池に面している池之端、東天紅本社
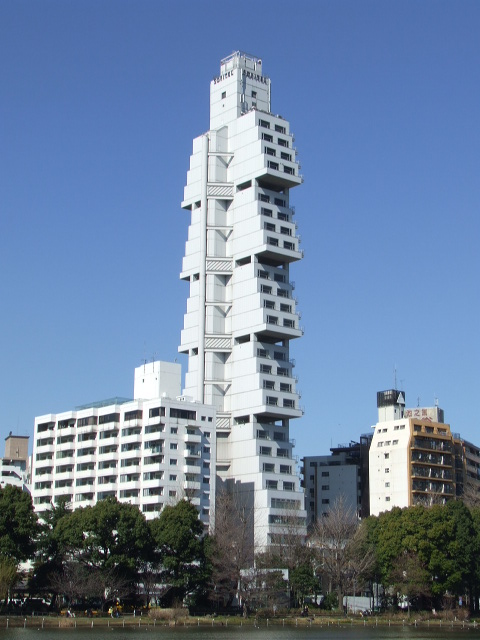
ソフィテル東京。2007年解体。

## その他

### 日本郵便
- 郵便番号 : 110-0008[3]（集配局 : 上野郵便局[16]）。